# Obří kolo v Paříži

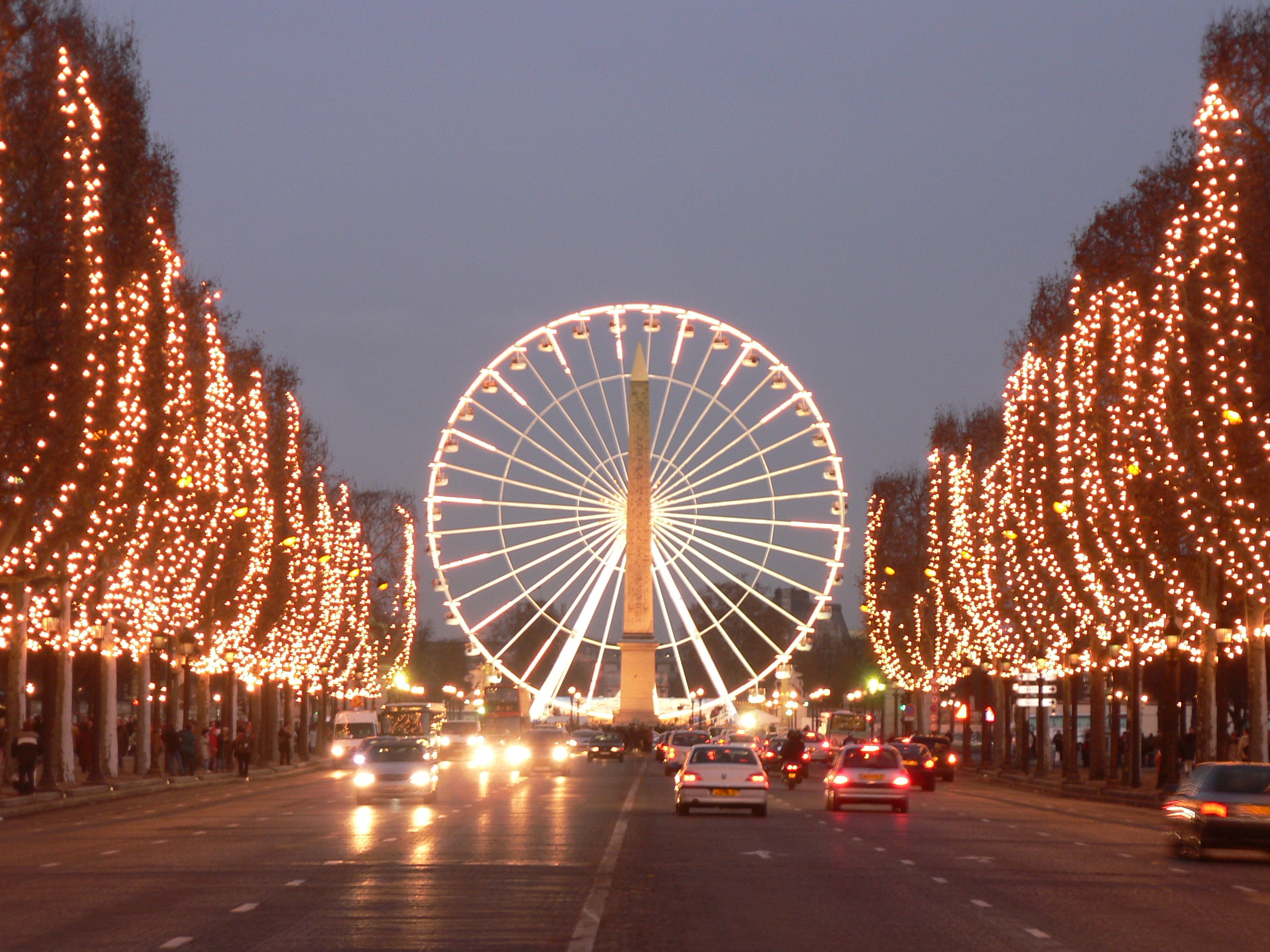
Kolo při pohledu od Avenue des Champs-Élysées

Obří kolo v Paříži (francouzsky Roue de Paris) byla atrakce, která byla postavena k oslavě roku 2000 v Paříži na východní straně Place de la Concorde u vstupu do Tuilerijské zahrady. Kolo nechal sestrojit francouzský podnikatel a provozovatel lunaparků Marcel Campion.
Na konci roku 2004 bylo přesunuto do Manchesteru v Anglii a v roce 2005 bylo instalováno v Nizozemsku v Amsterdamu.
V květnu 2009 se kolo vrátilo zpět do Francie, když bylo přesunuto do zábavního parku u Antibes.